# 第41普通科連隊
第41普通科連隊（だいよんじゅういちふつうかれんたい、JGSDF 41st Infantry Regiment）は、陸上自衛隊別府駐屯地（大分県別府市）に駐屯する第4師団隷下の普通科（連隊）部隊である。

## 概要
連隊本部、本部管理中隊、4個普通科中隊および重迫撃砲中隊により編成される。連隊長は1等陸佐（二）が充てられ、別府駐屯地司令を兼務している。
訓練は主に十文字原演習場や日出生台演習場などで実施する。
対馬警備隊が創隊されるまでは、本連隊から対馬防衛のために1個普通科中隊を派遣していた。

## 沿革
第17普通科連隊第2大隊
- 1954年（昭和29年）9月10日：第17普通科連隊第2大隊が曾根駐屯地において編成。第2大隊長が曾根駐屯地司令を兼務。
- 1962年（昭和37年）7月26日：第17普通科連隊第2大隊が曾根駐屯地から別府駐屯地に移駐。

第41普通科連隊
- 1962年（昭和37年）
  - 8月15日：第17普通科連隊第2大隊を母体に第41普通科連隊が別府駐屯地において編成完結。本部管理中隊、4個普通科中隊および重迫撃砲中隊編成となる。
  - 8月25日：対馬分屯地設置により、第4普通科中隊が「対馬派遣隊」として移駐。
- 1969年（昭和44年）7月30日：別府駐屯地司令職務を第3教育団長から継承。
- 1980年（昭和55年）3月25日：対馬警備隊が新編され第4普通科中隊の対馬駐屯地常駐解除。
- 1990年（平成02年）3月26日：第4師団の近代化改編により、自動車化。
- 2003年（平成15年）3月27日：第4師団の「沿岸配備型師団」への改編。

1. 軽装甲機動車および01式軽対戦車誘導弾が配備。
2. 後方支援体制変換に伴い、整備部門（本部管理中隊管理整備小隊等）を第4後方支援連隊第2整備大隊第3普通科直接支援隊へ移管。

- 2011年（平成23年）3月：東日本大震災に伴う災害派遣活動、気仙沼市で捜索救助活動、炊事給食支援を実施[1]
- 2013年（平成25年）3月26日：支援部隊の第3普通科直接支援隊が第3普通科直接支援中隊へ改編。
- 2024年（令和06年）3月21日：「大分県隊区」の「指定部隊の長」（災害派遣の際、大分県との窓口となる部隊）を第2特科団長に委譲[2]。

## 部隊編成
- 第41普通科連隊本部
- 本部管理中隊「41普-本」
  - 中隊本部
  - 連隊本部班：82式指揮通信車
  - 情報小隊：軽装甲機動車、偵察用オートバイ
  - 施設作業小隊
  - 通信小隊
  - 補給小隊：3 1/2tトラック
  - 衛生小隊：1トン半救急車
  - 狙撃班
- 第1普通科中隊「41普-1」：高機動車、81mm迫撃砲 L16、01式軽対戦車誘導弾
- 第2普通科中隊「41普-2」：高機動車、81mm迫撃砲 L16、01式軽対戦車誘導弾
- 第3普通科中隊「41普-3」：高機動車、81mm迫撃砲 L16、01式軽対戦車誘導弾
- 第4普通科中隊「41普-4」：軽装甲機動車、81mm迫撃砲 L16、01式軽対戦車誘導弾
- 重迫撃砲中隊「41普-重迫」：120mm迫撃砲 RT

## 整備支援部隊
- 第4後方支援連隊第2整備大隊第3普通科直接支援隊「4後支-2整-3」（別府駐屯地）：2003年（平成15年）3月27日から2013年（平成25年）3月25日の間。
- 第4後方支援連隊第2整備大隊第3普通科直接支援中隊「4後支-2整-3」（別府駐屯地）：2013年（平成25年）3月26日（第3普通科直接支援隊を改編）から

## 主要幹部
| 官職名                             | 階級    | 氏名     | 補職発令日     | 前職                  |
| ---------------------------------- | ------- | -------- | -------------- | --------------------- |
| 第41普通科連隊長 兼 別府駐屯地司令 | 1等陸佐 | 井出智昭 | 2025年03月24日 | 第10師団司令部第3部長 |

| 代 | 氏名       | 在職期間                        | 前職                                                | 後職                                            |
| -- | ---------- | ------------------------------- | --------------------------------------------------- | ----------------------------------------------- |
| 01 | 平林克己   | 1962年08月15日 - 1964年07月15日 | 第17普通科連隊付                                    | 陸上幕僚監部幕僚庶務室研究班長                  |
| 02 | 内田忠弘   | 1964年07月16日 - 1966年07月15日 | 統合幕僚会議事務局第1幕僚室勤務                     | 陸上幕僚監部付                                  |
| 03 | 佐藤武     | 1966年07月16日 - 1969年03月16日 | 中央監察隊勤務                                      | 東部方面総監部厚生課長                          |
| 04 | 梶清二     | 1969年03月17日 - 1971年03月15日 | 陸上自衛隊富士学校研究部第1課長                     | 普通科教導連隊長 兼 滝ヶ原分とん地司令          |
| 05 | 飯山茂     | 1971年03月16日 - 1973年03月15日 | 防衛研修所所員                                      | 西部方面総監部幕僚副長 （陸将補昇任）           |
| 06 | 谷川章     | 1973年03月16日 - 1975年03月16日 | 東部方面総監部業務室長                              | 陸上自衛隊幹部学校研究員                        |
| 07 | 永谷清矣   | 1975年03月17日 - 1977年07月31日 | 第1混成群長                                         | 西部方面総監部総務課付                          |
| 08 | 三田順一郎 | 1977年08月01日 - 1978年08月25日 | 自衛隊長崎地方連絡部長                              | 第41普通科連隊付                                |
| 09 | 十河洋一郎 | 1978年08月26日 - 1980年07月31日 | 陸上自衛隊幹部学校教官                              | 陸上幕僚監部教育訓練部教育課 企画班長           |
| 10 | 梅山富弘   | 1980年08月01日 - 1983年03月15日 | 陸上幕僚監部監理部会計課 予算班長                   | 中部方面総監部幕僚副長                          |
| 11 | 坂本健士   | 1983年03月16日 - 1985年08月07日 | 陸上幕僚監部調査部調査第1課 保全班長                | 東部方面調査隊勤務                              |
| 12 | 松浦征七   | 1985年08月08日 - 1988年03月15日 | 中部方面総監部防衛部訓練課長                        | 自衛隊富山地方連絡部長                          |
| 13 | 後藤健介   | 1988年03月16日 - 1990年03月15日 | 陸上幕僚監部人事部厚生課 厚生班長                   | 陸上自衛隊幹部学校研究部長                      |
| 14 | 柴田豊彦   | 1990年03月16日 - 1992年03月15日 | 陸上幕僚監部人事部厚生課 給与班長                   | 中部方面総監部人事部長                          |
| 15 | 木原文雄   | 1992年03月16日 - 1994年03月31日 | 第9師団司令部第3部長                                | 自衛隊富山地方連絡部長                          |
| 16 | 上松大八郎 | 1994年04月01日 - 1996年03月24日 | 陸上自衛隊幹部学校学校教官                          | 北部方面総監部調査部長                          |
| 17 | 髙橋正義   | 1996年03月25日 - 1997年12月07日 | 第13後方支援連隊長 兼 第13師団司令部第4部長         | 第1空挺団副団長                                 |
| 18 | 加藤泰樹   | 1997年12月08日 - 2000年07月31日 | 北部方面総監部人事部人事課長                        | 陸上自衛隊富士学校総合研究開発部 主任研究開発官 |
| 19 | 渡辺睦夫   | 2000年08月01日 - 2002年12月01日 | 陸上幕僚監部監理部総務課 監理班長                   | 陸上自衛隊富士学校普通科部 教育課長             |
| 20 | 鈴木紳一   | 2002年12月02日 - 2004年07月31日 | 陸上自衛隊研究本部研究員                            | 自衛隊三重地方連絡部長                          |
| 21 | 太田牧哉   | 2004年08月01日 - 2005年07月27日 | 陸上幕僚監部人事部人事計画課 制度班長               | 陸上幕僚監部監理部総務課広報室長                |
| 22 | 河津祐之介 | 2005年07月28日 - 2007年07月31日 | 自衛隊東京地方連絡部募集課長                        | 装備実験隊副隊長                                |
| 23 | 杉山利行   | 2007年08月01日 - 2009年07月20日 | 陸上幕僚監部人事部勤務                              | 陸上自衛隊研究本部主任研究開発官                |
| 24 | 藤岡登志樹 | 2009年07月21日 - 2011年11月30日 | 陸上幕僚監部装備部装備計画課 企画班長               | 北部方面総監部防衛部長                          |
| 25 | 岡本良貴   | 2011年12月01日 - 2014年03月22日 | 北部方面総監部防衛部訓練課長                        | 陸上自衛隊研究本部主任研究開発官                |
| 26 | 德永勝彦   | 2014年03月23日 - 2016年06月30日 | 陸上幕僚監部防衛部 情報通信・研究課研究班長         | 陸上幕僚監部装備計画部 装備計画課長             |
| 27 | 泉英夫     | 2016年07月01日 - 2017年08月20日 | 統合幕僚監部運用部運用第1課 防衛警備班長            | 陸上幕僚監部運用支援・訓練部 運用支援課長       |
| 28 | 山田憲和   | 2017年08月21日 - 2020年03月17日 | 統合幕僚監部総務部総務課渉外班長                    | 陸上自衛隊教育訓練研究本部総合企画官            |
| 29 | 中村英昭   | 2020年03月18日 - 2023年03月12日 | 空挺教育隊長                                        | 訓練評価支援隊副隊長                            |
| 30 | 小林直基   | 2023年03月13日 - 2025年03月23日 | 陸上幕僚監部運用支援・訓練部 運用支援課運用支援班長 | 陸上幕僚監部防衛部防衛課防衛調整官              |
| 31 | 井出智昭   | 2025年03月24日 -                | 第10師団司令部第3部長                               |                                                 |

## 主要装備
- 軽装甲機動車
- 高機動車
- 1/2tトラック / 73式小型トラック
- 1 1/2tトラック / 73式中型トラック
- 3 1/2tトラック / 73式大型トラック
- 89式5.56mm小銃
- 5.56mm機関銃MINIMI
- 84mm無反動砲
- 01式軽対戦車誘導弾
- 81mm迫撃砲 L16
- 120mm迫撃砲 RT

## 警備隊区
警備区域は、佐伯市を除く大分県沿岸、および姫島村。
- 本部管理中隊
- 第1普通科中隊（臼杵市、津久見市）
- 第2普通科中隊（別府市、杵築市、日出町）
- 第3普通科中隊（豊後高田市、国東市、姫島村）
- 第4普通科中隊（大分市）
- 重迫撃砲中隊（中津市、宇佐市）

## その他
イベント支援として、別府大分毎日マラソン、大分国際車いすマラソンへの支援を行うほか、毎年4月の別府温泉まつりへの支援、「湯～Youパレード」への音楽隊派遣および、1個中隊規模でのパレード参加、「湯・ぶっかけ祭り」への参加を行っている。